# Louisa Sawers
Louisa Sawers (Chertsey, 26 de maig de 1988) és una esportista britànica que va competir en piragüisme en la modalitat d'aigües tranquil·les, guanyadora d'una medalla d'or al Campionat Mundial de Piragüisme de 2014 i dues medalles al Campionat Europeu de Piragüisme, bronze el 2009 i plata el 2013.

## Palmarès internacional
| Campionat Mundial | Campionat Mundial        | Campionat Mundial | Campionat Mundial |
| Any               | Lloc                     | Medalla           | Competició        |
| ----------------- | ------------------------ | ----------------- | ----------------- |
| 2014              | Moscou ( Rússia)         | 1                 | K1 5000 m         |
| Campionat Europeu |                          |                   |                   |
| Any               | Lloc                     | Medalla           | Competició        |
| 2009              | Brandenburg ( Alemanya)  | 3                 | K4 200 m          |
| 2013              | Montemor-o-Velho ( Perú) | 2                 | K1 5000 m         |